# Sâniob
Sâniob (ungarisch Berettyócsohaj) ist eine Gemeinde im Kreis Bihor in der historischen Region Kreischgebiet, in Rumänien.
Die Gemeinde mit über 2300 Einwohnern besteht aus dem Zusammenschluss von vier Dörfern: Cenaloș, Ciuhoi, Sâniob und Sfârnaș. Die meisten Einwohner der Gemeinde sind ethnische Ungarn (siehe: Magyaren in Rumänien). Zwischen 1968 und 2012 führte die Gemeinde die Firmierung Ciuhoi.